# وانغ لينا (منافسة ألعاب القوى)
وانغ لينا (بالصينية: 王麗娜) هي منافسة ألعاب القوى صينية، ولدت في 28 فبراير 1983 في تشونغتشينغ في الصين.

## وصلات خارجية
- وانغ لينا على موقع الاتحاد الدولي لألعاب القوى (الإنجليزية)
- وانغ لينا على موقع أوليمبيديا (الإنجليزية)
- وانغ لينا على موقع اللجنة الأولمبية الصينية (الإنجليزية)